# James Reimer
James Reimer (ur. 15 marca 1988 w Morweena, Manitoba Kanada) – kanadyjski hokeista, gracz NHL, reprezentant Kanady.

## Kariera klubowa
- Red Deer Rebels (2005 - 19.03.2008)
- Toronto Maple Leafs (19.03.2008 - 27.02.2016)
  -  Reading Royals (2008 - 2009)
  -  South Carolina Stingrays (2008 - 2009)
  -  Toronto Marlies (2008 - 2011)
- San Jose Sharks (27.02.2016 - 01.07.2016)
- Florida Panthers (01.07.2016 -

## Kariera reprezentacyjna
- Reprezentant Kanady na MŚ w 2011
- Reprezentant Kanady na MŚ w 2014

## Sukcesy
Indywidualne
- Debiutant miesiąca NHL (marzec 2011)